# السيد تونيجاوا
"السيد تونيجاوا: البلوز للإدارة الوسطى" هي سلسلة مانغا يابانية كتبها "تينسي هاجيوارا" ورسمها "توموهيرو هاشيموتو" و"توموكي ميوشي".
تعتبر هذه السلسلة فرعية من السلسلة الرئيسية "كايجي" التي كتبها "نوبويوكي فوكوموتو". تم نشرها في مجلة "Monthly Young Magazine" التابعة لشركة كودانشا من يونيو 2015 إلى يناير 2018، ومن ثم انتقلت إلى تطبيق "Comic Days" في مارس 2018 وانتهت في يونيو 2020. تم جمع فصولها في عشر مجلدات. تقدم السلسلة بشكل كوميدي صراعات وتحديات السيد تونيجاوا، مدير تنفيذي في مجموعة تياي، الذي يدير عددًا كبيرًا من الموظفين الذين يرتدون الزي الأسود طوال الوقت، ولكن انشغاله الرئيسي يكمن في مزاج الرئيس الطاغية هيودو.
تم عرض مسلسل انمي تلفزيوني من إنتاج شركة مادهاوس في الفترة من يوليو إلى ديسمبر 2018.

## القصة
القصة تتبع يوكيو تونيجاوا، الرجل الثاني في الشركة تحت رئاسة كازوتاكا هيودو، والمدير التنفيذي لمجموعة تياي، وهي إحدى أكبر مجموعات الخدمات المالية في اليابان. من أجل des تشييع رئيسه هيودو، يقوم تونيجاوا بتجميع إحدى عشرة من مرؤوسيه الرسميين الذين يرتدون البدلات السوداء ويشكل فريق تونيجاوا بهدف التخطيط لما يعرف بـ "لعبة الموت" بهدف إسعاد هيودو. ومع مواجهة تدخل رئيسه، وتهديد فقدان الثقة من مرؤوسي تونيجاوا، والمرض، وأخطاء أفراد الفريق، والحوادث الغير مخطط لها، تكافح الفريق بطرق مختلفة لتنفيذ المشروع بنجاح.